# Adjustierung

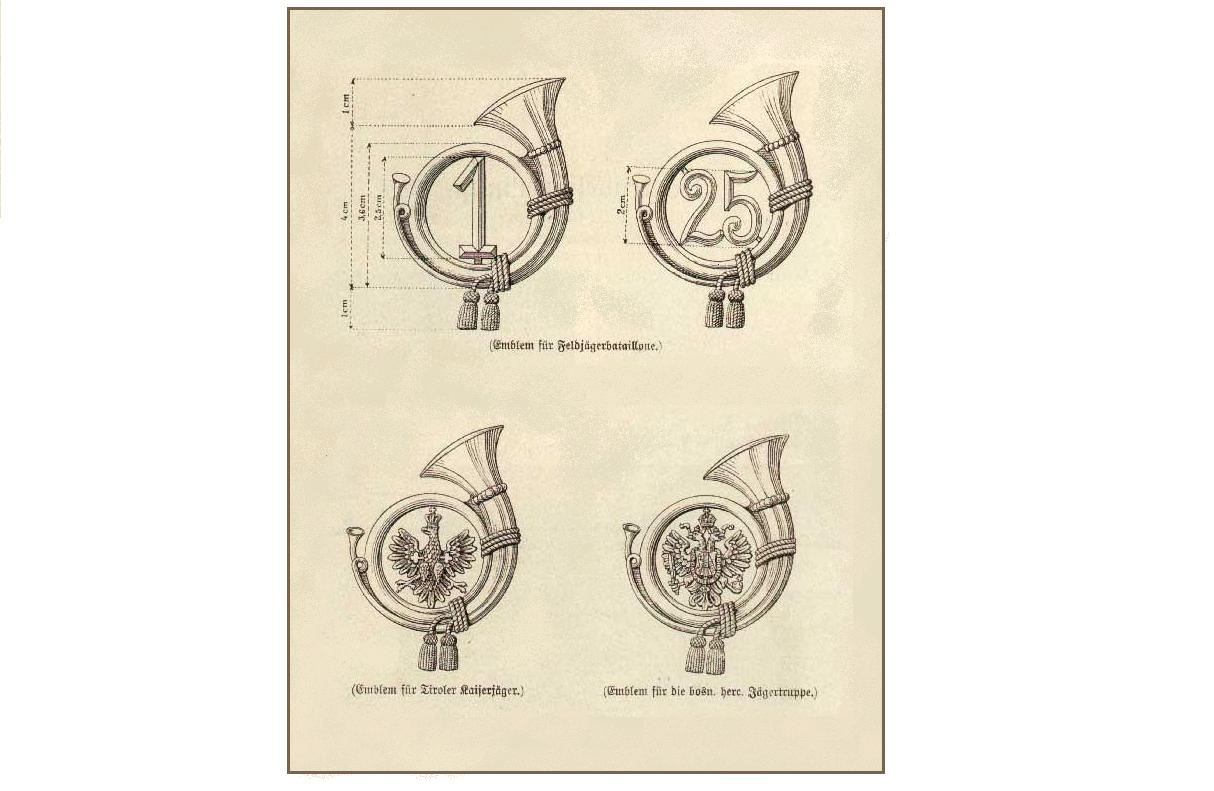
Auszug aus der Adjustierungsvorschrift (Abzeichen am Jägerhut)

Adjustierung (Paradeadjustierung, Marsch- oder Feldadjustierung, Gebirgsadjustierung) ist im österreichischen Militärjargon die Bezeichnung für eine Uniformart bzw. die Umschreibung für die befohlene Bekleidung und Ausrüstung.
Im früheren reichs- und heutigen bundesdeutschen Sprachgebrauch wird dagegen der Begriff Anzugordnung verwendet.
Die Uniform im eigentlichen Sinne ist damit nicht gemeint, da sie Montur genannt wurde (Uniformstücke = Monturstücke). Die Ausrüstungsstücke wie Koppel oder Patronentasche wurde als Mannrüstung bezeichnet.

## Adjustierungsarten

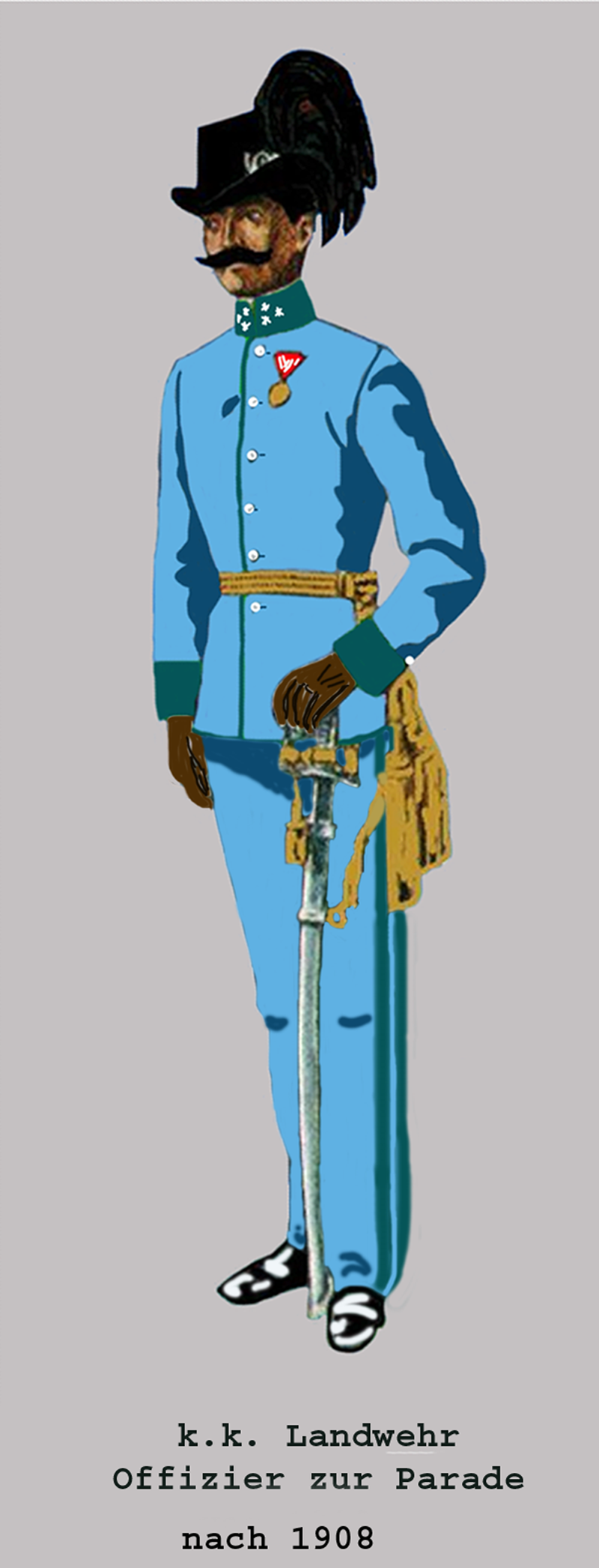
Hauptmann der Landwehr nach 1908 in Paradeadjustierung als Einzelperson
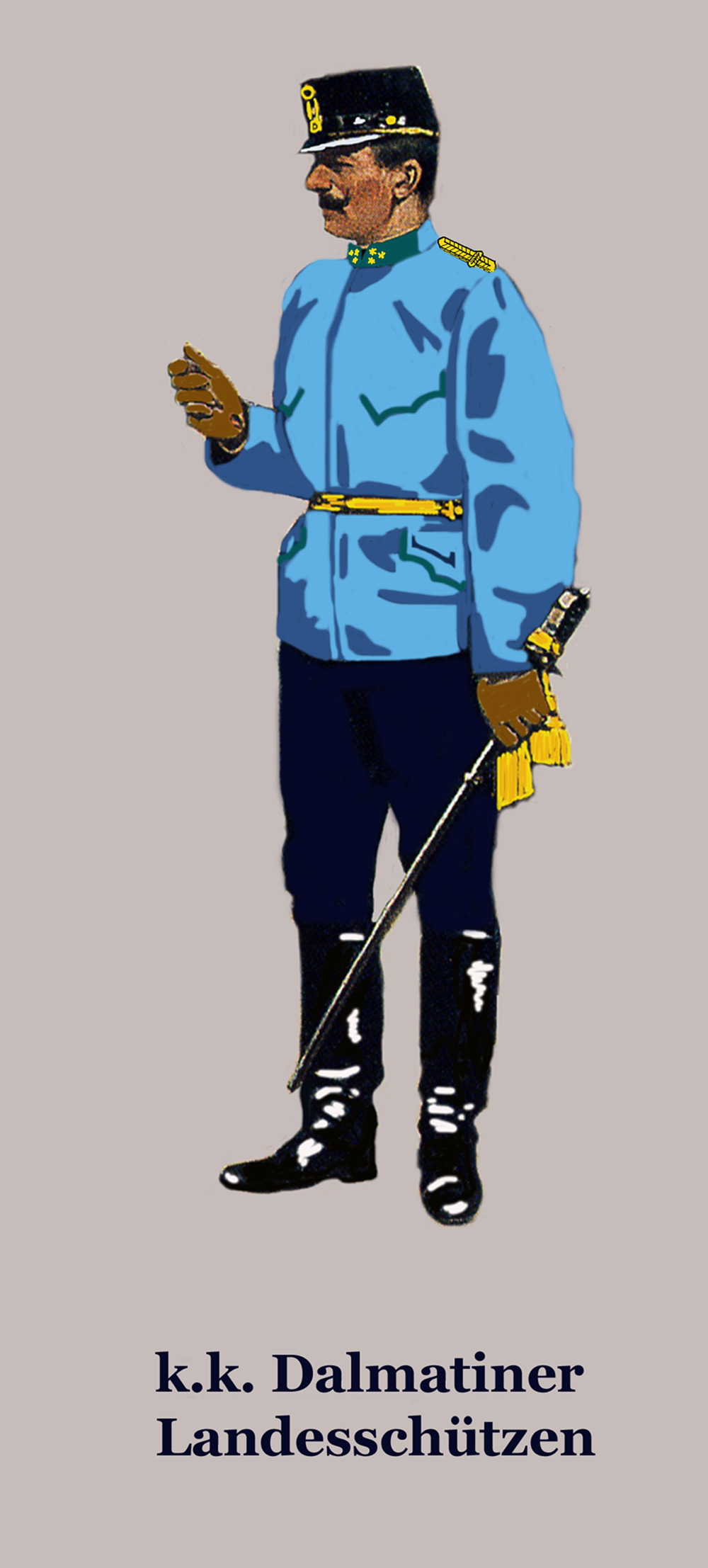
Oberleutnant der reitenden Dalmatiner Landesschützen in Marschadjustierung
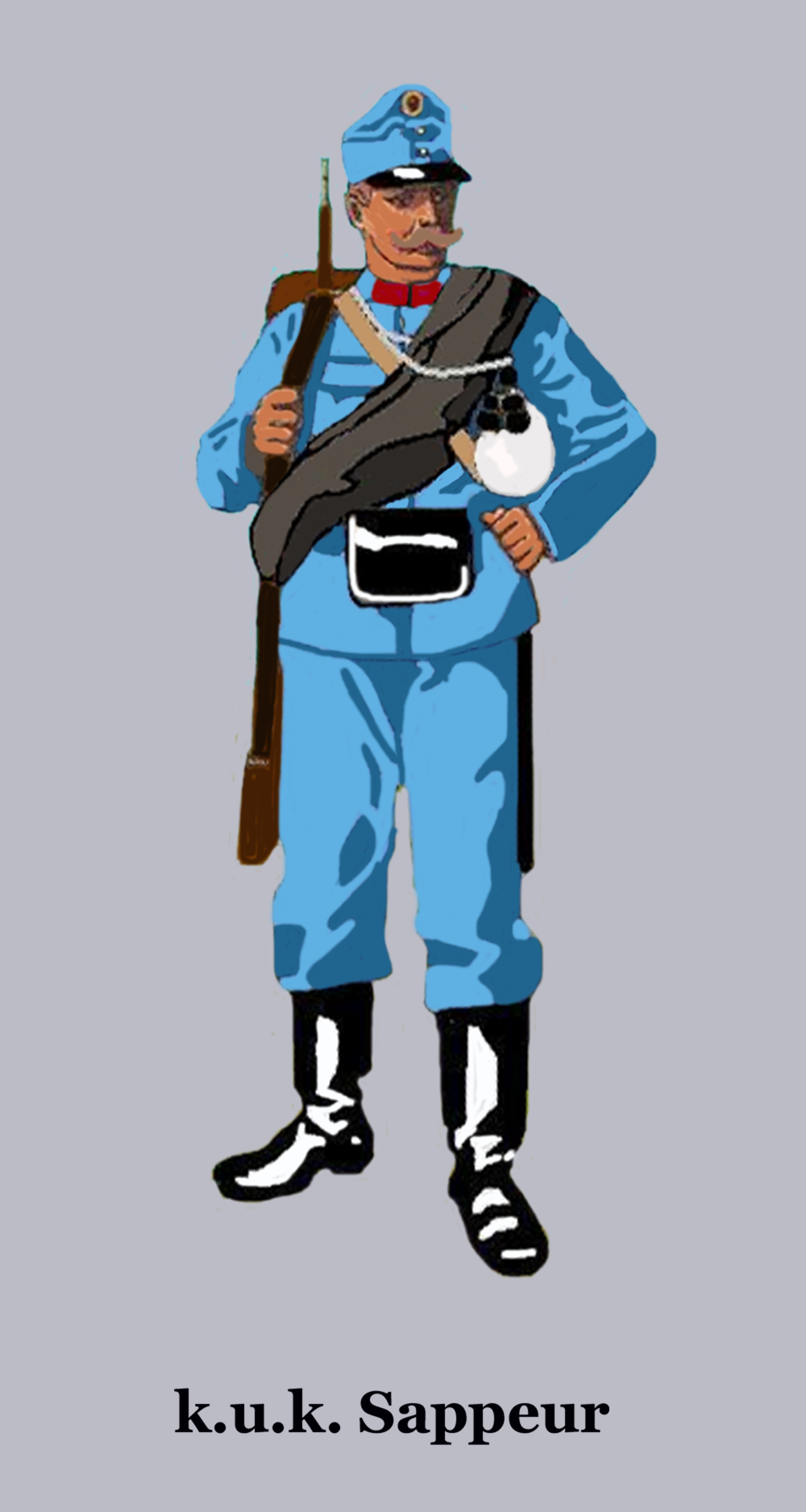
Sappeur in Marschadjustierung
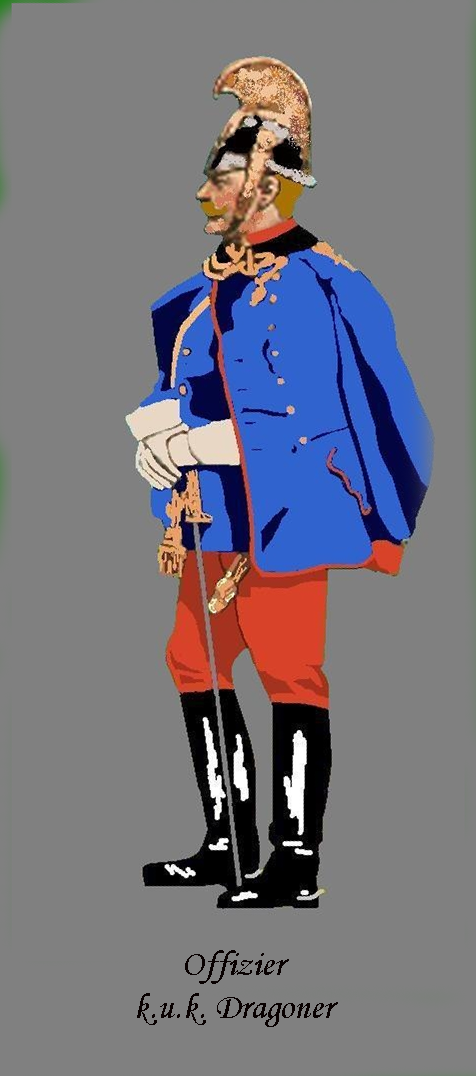
Dragoneroffizier in Paradeadjustierung
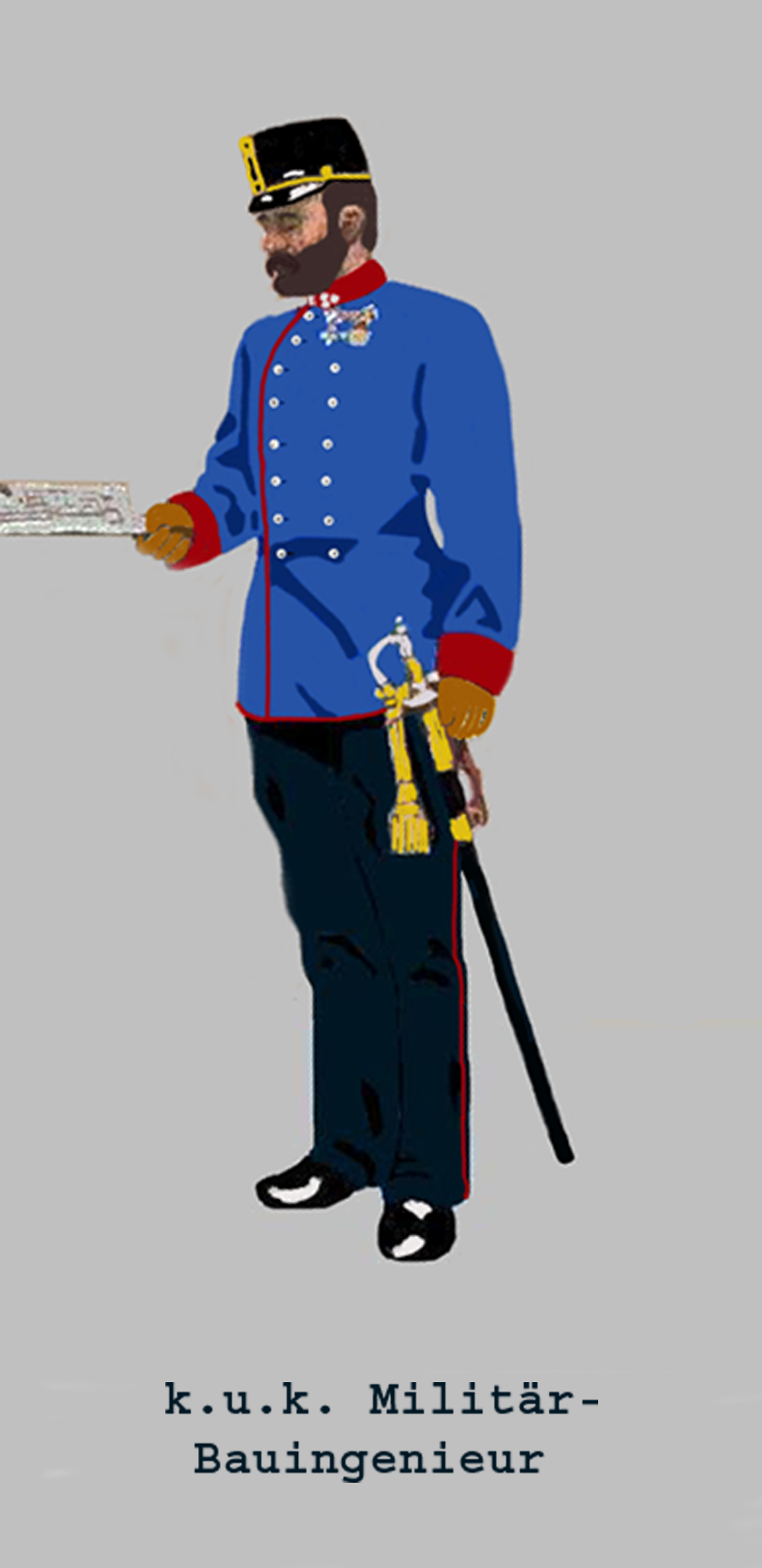
Militär-Bauingenieur in Dienstadjustierung
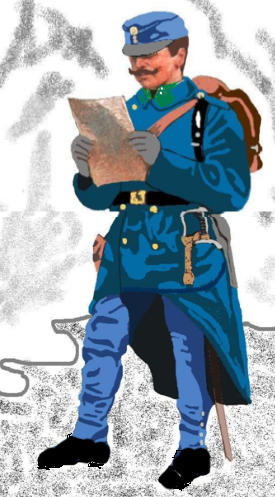
Dienstführender Oberjäger (Feldwebel) in Wintermarschadjustierung
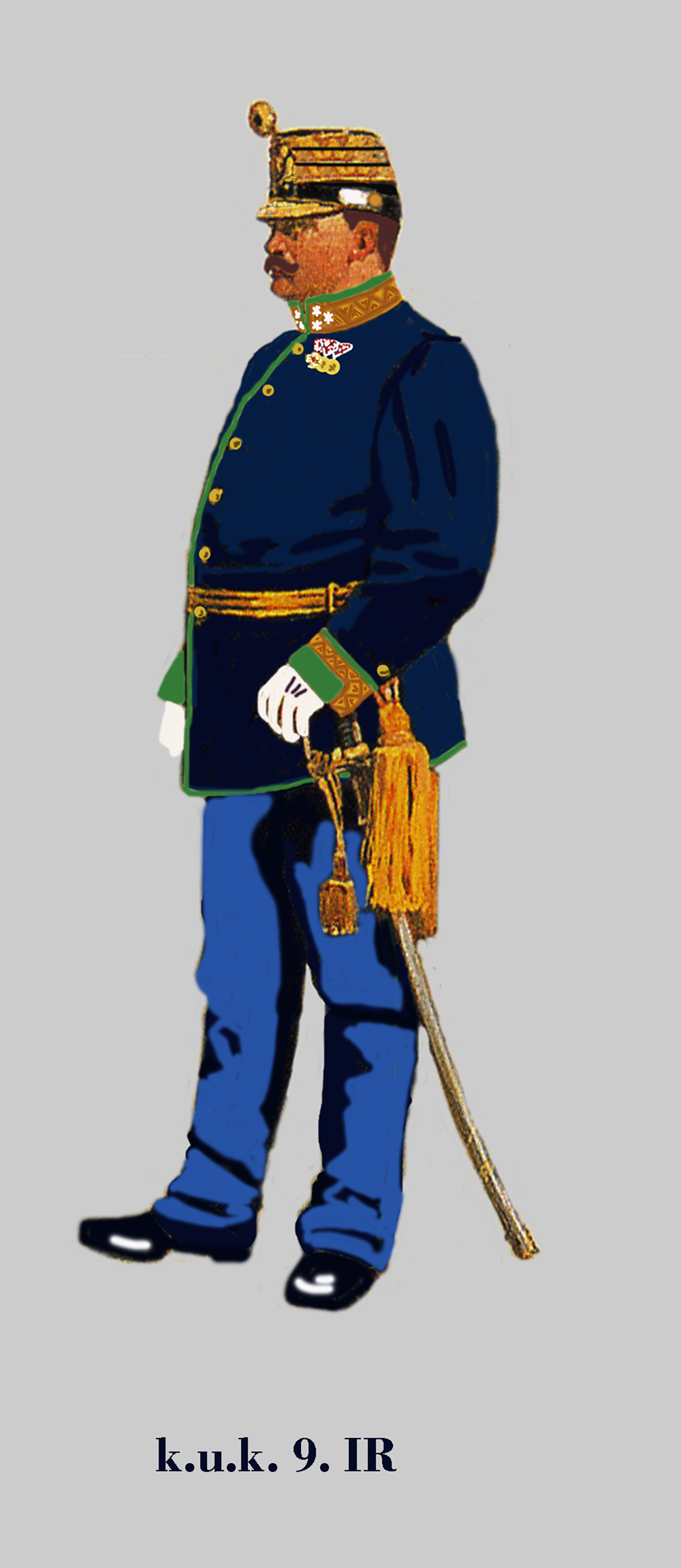
Oberst der deutschen Infanterie in Paradeadjustierung
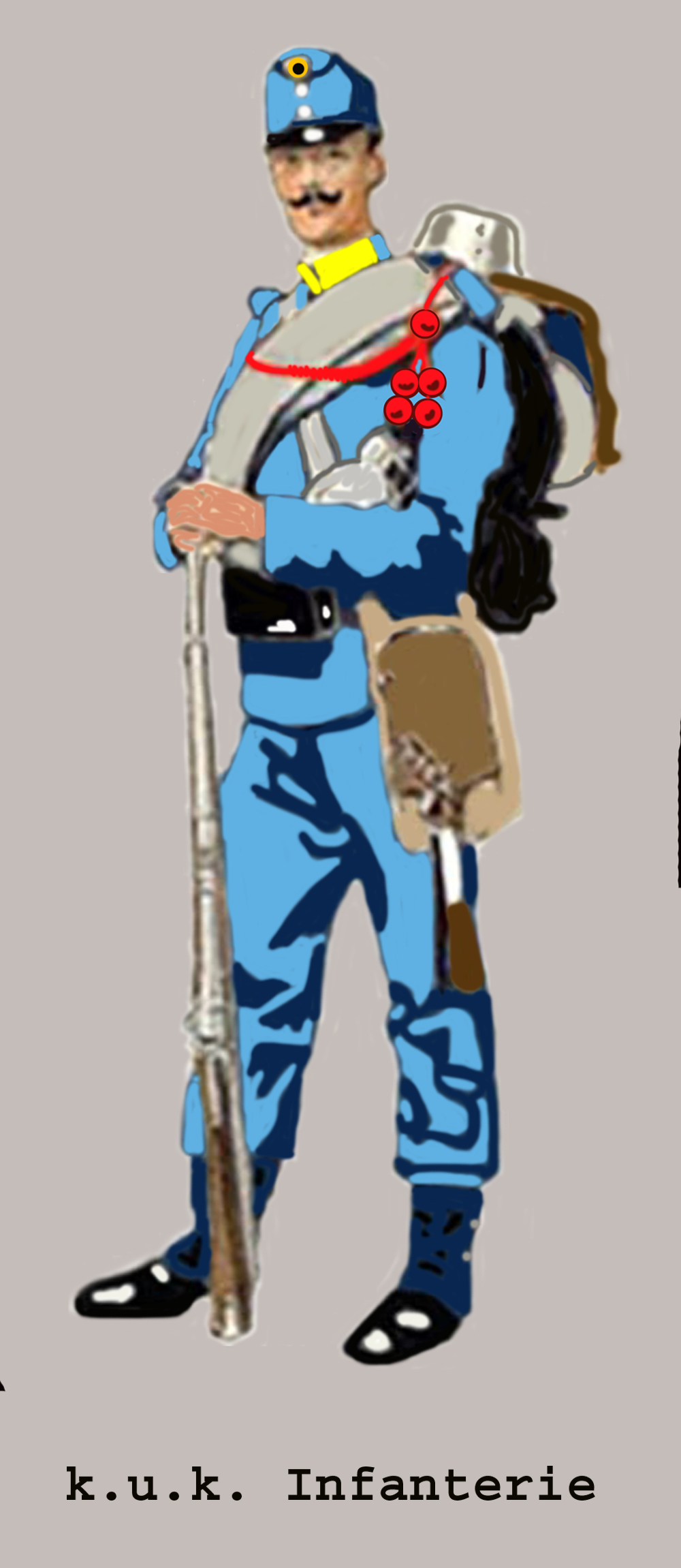
Soldat der deutschen Infanterie in Marschadjustierung
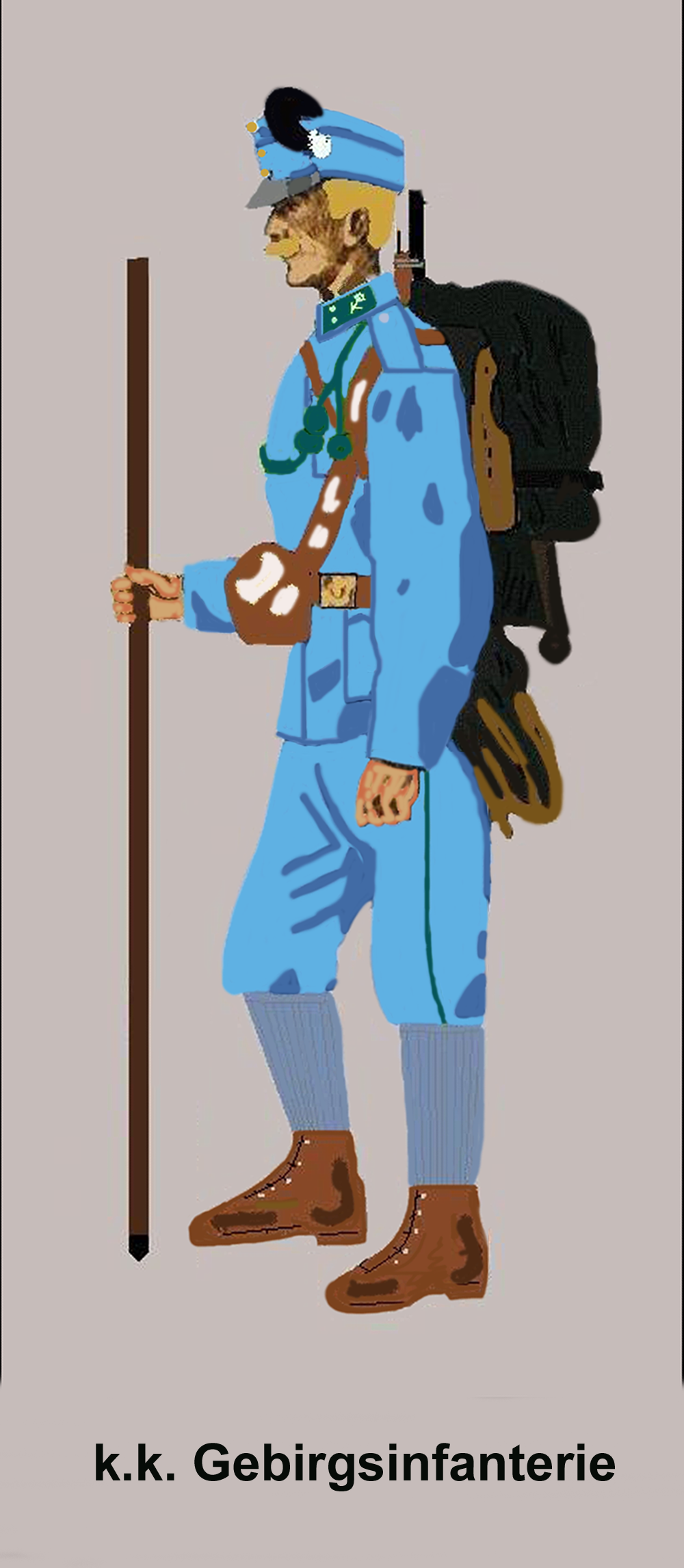
Gebirgsinfanterist in Marschadjustierung
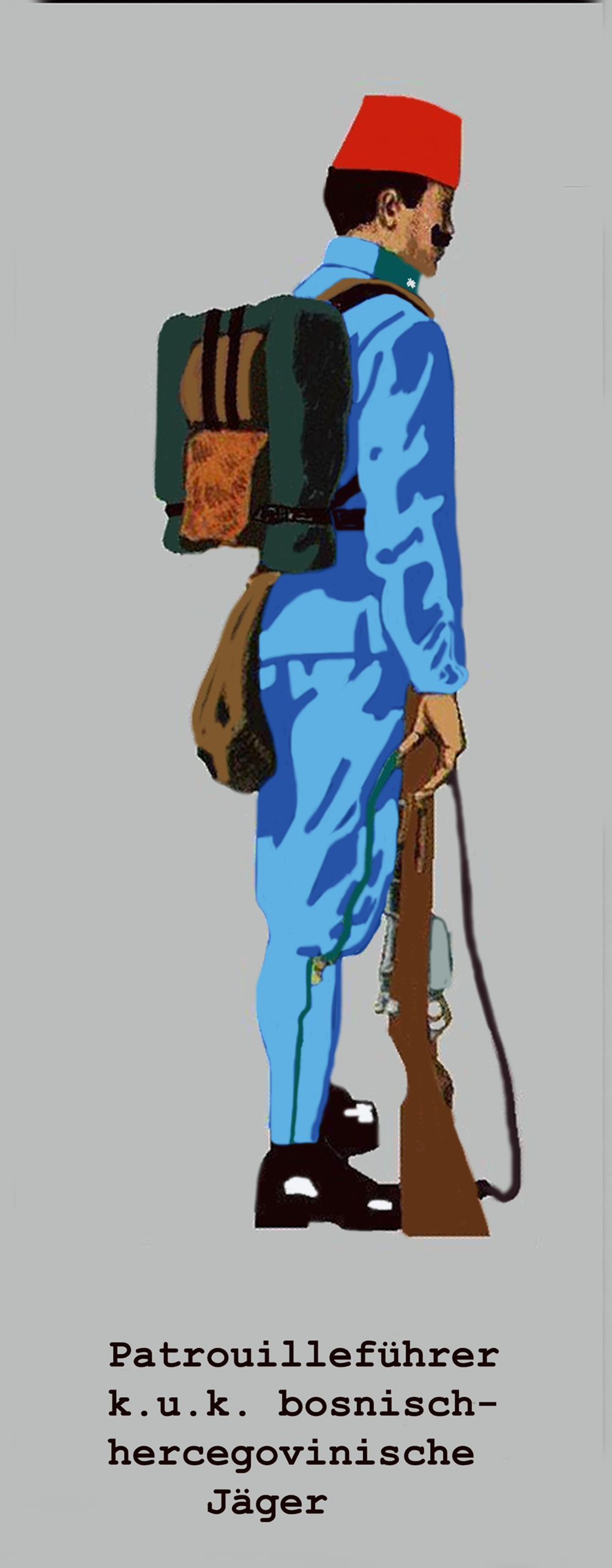
Bosnisch-hercegowinischer Jäger in Marschadjustierung
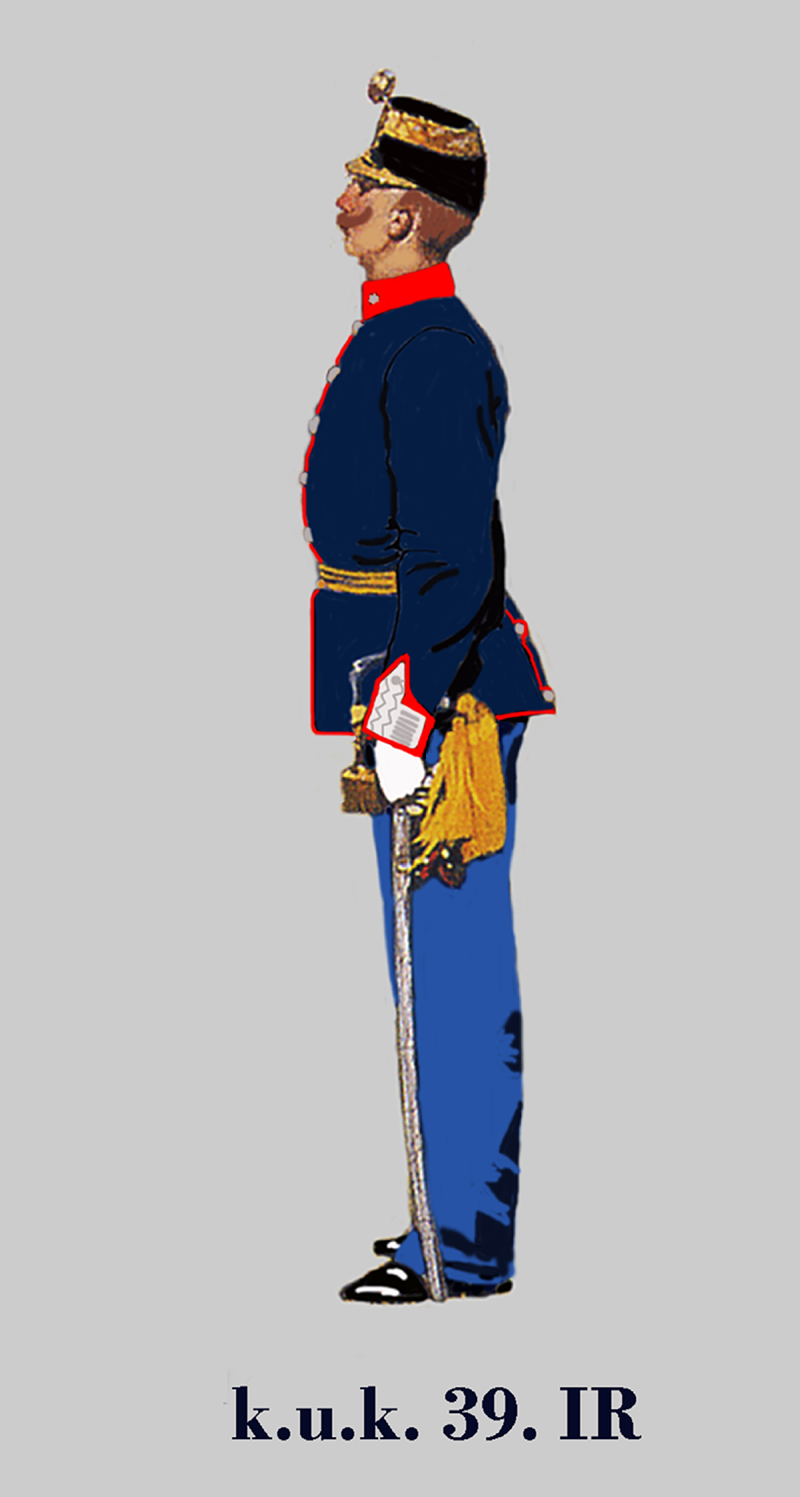
Leutnant der ungarischen Infanterie in Paradeadjustierung
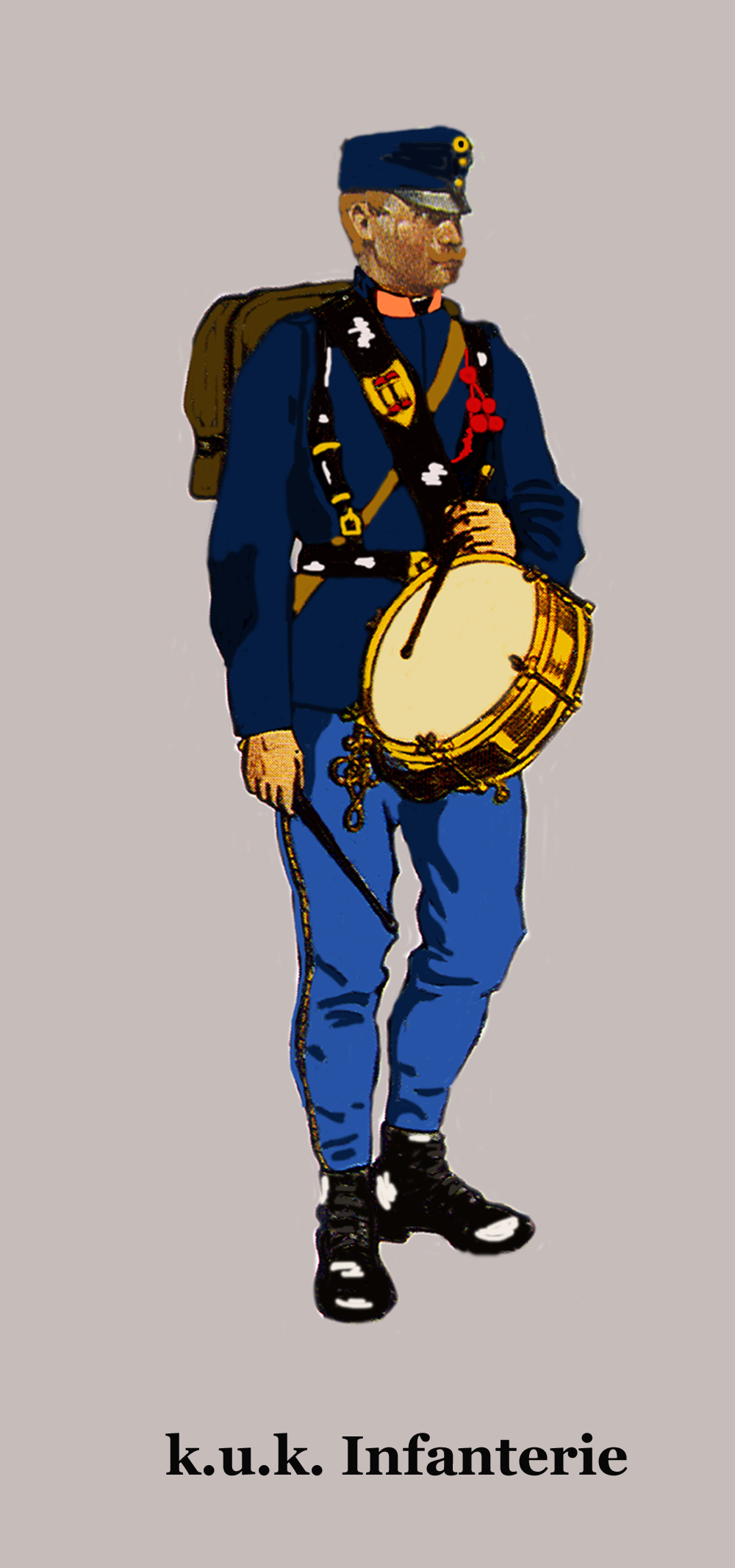
Trommler der ungarischen Infanterie in Marschadjustierung (vor 1908)

Bekleidungs- und Ausrüstungsstücke gemäß der Adjustierungsvorschrift hatten von der Heeresverwaltung über die Truppenkörper zur Verfügung gestellt zu werden. Auf diese, sogenannte „ärarische“ Bekleidung und Ausrüstung hatten jedoch nur Mannschaften und Unteroffiziere Anspruch. Offiziere und Gleichgestellte (sogenannte Gagisten) erhielten im Rahmen ihrer Besoldung eine Bekleidungspauschale, womit sie für die Beschaffung ihrer Montur selbst verantwortlich waren.
Einjährig-Freiwillige leisteten ihren Dienst entweder auf Staatskosten oder auf eigene Kosten (Kavallerie, reitende Artillerie, Traintruppe) ab. Bei den auf Staatskosten dienenden wurden alle Montursorten bis zum Fähnrichsdienstgrad bereitgestellt. Darüber hinaus mussten die Teile selbst beschafft werden. Auf eigene Kosten dienende Einjährig-Freiwillige hatten für alles selbst aufzukommen, konnten gegen Zahlung einer Pauschale jedoch ärarisch ausgerüstet werden.
Da die Adjustierungsvorschrift sehr weitläufig ausgelegt wurde, ergaben sich teils erhebliche Unterschiede in Stoffen, Schnitten, Form und Farbgebungen bei den selbst beschafften Stücken, die die Vorlieben und finanziellen Möglichkeiten des Trägers zum Ausdruck brachten.

## Paradeadjustierung eines k.u.k. Infanteristen im Juli 1914
Der Tschako gehörte zur Paradeausrüstung der meisten Fußtruppen (aber auch der k.u.k Artillerie und der k.u. Husaren). Daneben war der Jägerhut weit verbreitet: Zur Parade und/oder Dienst trugen ihn die K.u.k. Kaiserjäger, die k.u.k. Feldjäger, die k.k. Landwehr, die Reitenden Tiroler Landesschützen, die Reitenden Dalmatiner Landesschützen, die k.u. Gendarmerie sowie die Offiziere des Gendarmerie-Korps für Bosnien und die Herzegowina. Die k.k. Landesschützen (zu Fuß) tauschten 1907, nunmehr als Kern der 1906 neu gebildeten k.k. Gebirgstruppe, den Jägerhut gegen die hechtgraue (bis 1908 lichtblaue) Feldkappe mit Spielhahnstoß; den Landesschützen-Offizieren war der Hut nur noch „außerhalb der Truppe“ erlaubt.
| AM MANN               |                                |                            |                                |
| 1 Infanterietschako   | 1 Hemd                         | 1 Gattie (Unterhose, lang) | 1 Paar Fußlappen               |
| 1 Waffenrock          | 1 Sacktuch                     | 1 Paar Hosenbänder         | 1 Paar Schuhe                  |
| 1 Mantel (auf Befehl) | 1 Leibriemen mit Schlossplatte | 1 Bajonetttasche           | 1 lichtblaue Pantalons         |
| 1 Hosenträger         | 1 Legitimationsblattkapsel     | 2 lederne Patronentaschen  | Orden und Schießauszeichnungen |

## Feldadjustierung eines Infanteristen im August 1914
Die Feldadjustierung der Infanterie und Feldjägertruppe umfasste nach der Adjustierungsvorschrift für das Heer im Allgemeinen folgende Bekleidungs- und Ausrüstungsstücke:

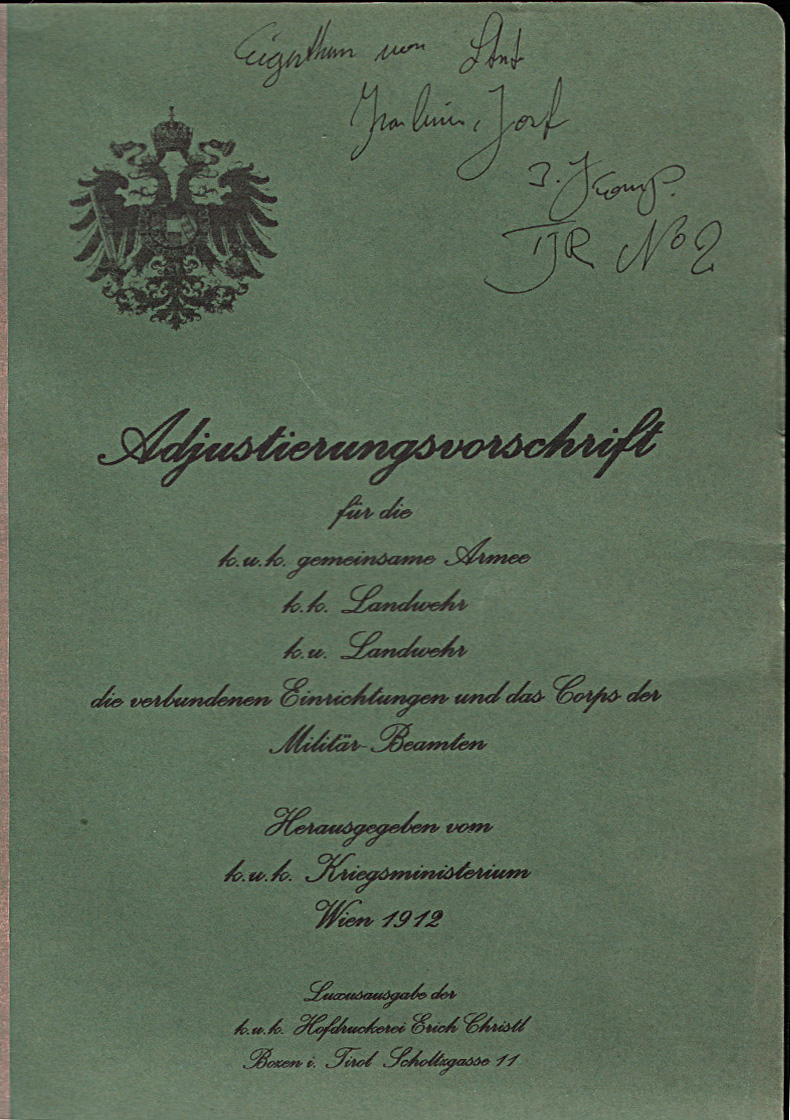
Adjustierungsvorschrift von 1912

| AM MANN                                      |                                    |                                     |                           |
| 1 hechtgraue Kappe mit schwarzem Lederschirm | 1 Hemd                             | 1 Gattie (Unterhose, lang)          | 1 Paar Fußlappen          |
| 1 hechtgraue Bluse                           | 1 Sacktuch                         | 1 Paar Hosenbänder                  | 1 Paar Schuhe             |
| 1 Verbandspäckchen                           | 1 Leibriemen mit Schlossplatte     | 1 Bajonetttasche                    | 1 hechtgraue Pantalons    |
| 1 Hosenträger                                | 1 Legitimationsblattkapsel         | 1 Brotsack                          | 1 Essbesteck              |
| 1 Feldflasche                                | 1 Gewehrputzutensilien             | 1 Halstuch                          | 2 lederne Patronentaschen |
| IM KALBFELLTORNISTER MITGEFÜHRT              |                                    |                                     |                           |
| 1 Reservehemd                                | 1 Reservegattie                    | 1 Zeltausrüstung                    | 1 Paar leichte Schuhe     |
| 1 Paar Fußlappen                             | 3 Säckchen für Verpflegungsartikel | 1 Mantel                            | 2 Mantelriemen            |
| 1 Sacktuch                                   | 2 Packriemen                       | 1 Leibbinde                         | 1 Menageschale            |
| FELDGERÄTE (nicht für jeden Soldaten)        |                                    |                                     |                           |
| 1 Kochgeschirr samt Überzug                  | 1 Spaten mit Futteral              | 1 Beilpicke mit Futteral und Tasche | 1 Drahtschere             |
| 1 Wassereimer                                | 1 Laterne                          |                                     |                           |

## Unterschiede in der Feldadjustierung im April 1915
| Sorte                  | Beschreibung | Anmerkung                                                                        |
| Kappe                  | Feldgrau mit grünem Unterton. Röschen und Knöpfe matt, Schirm gleiche Farbe wie die Kappe.                           | Hechtgrau hatte sich als Schutzfarbe nicht bewährt.                              |
| Bluse                  | Feldgrau mit matten Knöpfen                                                                                          |                                                                                  |
| Mantel                 | Feldgrau (Futter auch aus qualitativ weniger gutem Stoff) Knöpfe matt                                                |                                                                                  |
| Hose                   | Feldgraue Hose wie Artilleriehose. Ungarische Hose ohne Verschnürung.                                                |                                                                                  |
| Hosenriemen            | Aus Schweinsleder oder Gurtenstoff (Webgurt)                                                                         |                                                                                  |
| Schuhe                 | Für Feldtruppen mit Eisenstiften durchnagelt und imprägniert, Hinterlandformationen mit feldunbrauchbaren Exemplaren |                                                                                  |
| Rucksack               | Aus Halbleinen | Anstelle des Tornisters, da die Beschaffung der Kalbfelle nicht mehr möglich war |
| Leibriemen             | Nur noch mit Schnalle, Form wie Kavallerieleibriemen                                                                 | Zur Schonung der Messingvorräte musste das Schloss wegfallen                     |
| Allgemeines Riemenzeug | Aus Gurtenstoff | Wegen Ledermangel und Schonung der Ledervorräte                                  |
| Patronentaschen        | Nur noch aus Stahlblech, einzellige Form wie bei Kavallerie                                                          | Schonung der Ledervorräte                                                        |
| Feldflasche            | Einheitlich nur noch aus emailliertem Eisenblech. Inhalt 1/2 Liter                                                   | Ähnlich Kavalleriefeldflasche                                                    |
| Spatenfutteral         | Aus Stahlblech | Zur Schonung der Ledervorräte                                                    |
| Menageschale           | Aus emailliertem Eisenblech                                                                                          | Zur Schonung der Zinnvorräte                                                     |

## Sonstiges

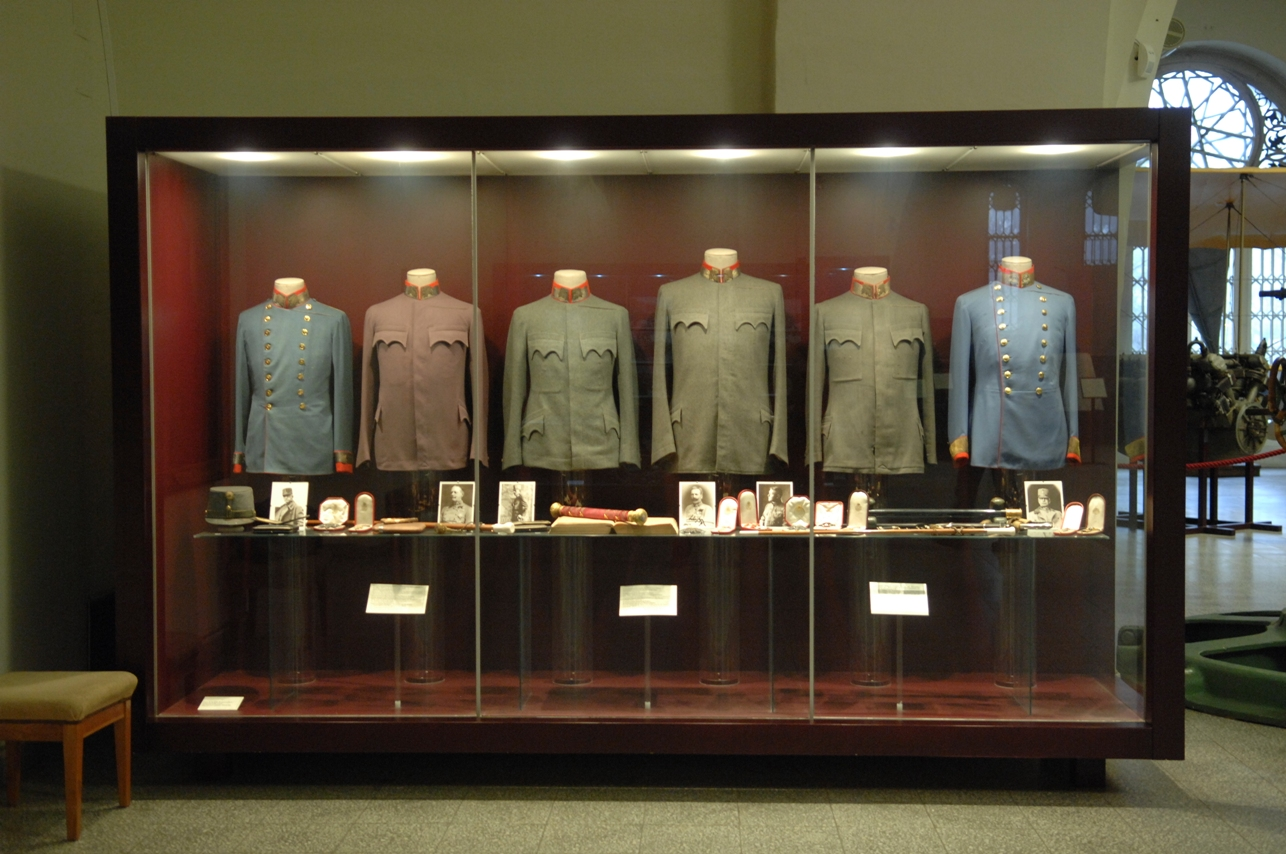
k.u.k. Offiziersröcke im HGM

Im Sommer wie auch im Winter standen als Unterbeinkleid lediglich lange Unterhosen zur Verfügung. Die Sommerunterhose, „Gattie“ genannt, bestand aus Nessel, die Winterunterhose aus gewirkter Baumwolle hatte keinen besonderen Namen. Kurze Unterhosen wurden nicht ausgegeben und mussten selbst beschafft werden.

## Hinweis
Das Wiener Heeresgeschichtliche Museum verwaltet eine der größten Uniform- bzw. Montur- und Adjustierungssammlungen der Welt. In der Dauerausstellung sind originale Stücke aus allen Epochen der Öffentlichkeit zugänglich, wobei das Schwergewicht auf der Kaiserlichen Armee bzw. der späteren Kaiserlich-österreichischen Armee, der Gemeinsamen Armee, k.k. Landwehr, k.u. Landwehr und der Marine liegt. Auch besondere Stücke, wie die originalen Uniformen u. a. von Kaiser Franz II./I., Feldmarschall Radetzky, Franz Ferdinand von Österreich-Este und Kaiser Franz Joseph I. sind darunter.